# Ukrasi za jelku
Ukrasi za jelku (božićne ili novogodišnje kuglice, loptice, božićni megurići) su ornamenti koji se koriste za ukrašavanje božićnog i novogodišnjeg drveta. Ovi ukrasi mogu biti napravljeni od raznog materijala i upotrebom različitih tehnika. Najčešće su tkani, duvani (staklo ili plastika), oblikovani kalupom (keramika ili metal), isklesani u drvetu ili napravljeni od ekspandiranog polistra.
Pored materijala, ornamenti se razlikuju i po svom raznolikom obliku. Mogu biti geometrijskog oblika, u obliku životinja ili božićnih motiva. Ukrasi za jelku se često koriste iz godine u godinu i ne kupuju se svi ukrasi svake godine. Zbog toga mnoge porodice prave svoje kolekcije koje se vremenom dopunjuju i nasleđuju. Neretko se u kolekciji ukrasa nalazi i poneki ručni rad od nekog člana porodice.

## Istorija

### Izum
Najranije dokorisana stabla bila su ukrašena jabukama, šećernim štapićima, svećama ili pecivom u obliku zvezda i srca. Staklene kugle prvi put su se pojavile u nemačkom gradu Lauša. Izumeo ih je Hans Greiner krajem XVI veka. U početku su to bili venci od staklenih perli i limenih figurica koji su mogli da se okače na drvo.
Popularnost ovih ukrasa ubrzo je do te mere porasla, da su se u izradu upustili visokokvalifikovane zanatlije. Zanatlije su uz pomoć plamena zagrevale staklenu cev, a zatim je postavljali u glineni kalip i tehnikom duvanja oblikovali staklo prema obliku kalupa. Prvobitni ukrasi imali su oblik voća i koštunjavih plodova.
Nakon hlađenja, staklo se umakalo u rastvor srebra nitrata, tehnika srebrenja koju je 1850-ih razvio Justus fon Libig. Nakon sušenja rastvora nitrata, ornament je ručno oslikan i dodavana mu je kuka za kačenje.

### Izvoz
Drugi duvači stakla u Lauši prepoznali su sve veću popularnost božićnih kuglica i počeli su da ih proizvode u širokom spektru dizajna. Ubrzo je cela Nemačka počela da kupuje božićno staklene ukrase iz Lauše. Na Badnje veče 1832. godine, mlada Viktorija pisala je o svom oduševljenju jelkom okićenom svećicama, staklenim ukrasima i mnogobrojnim poklonima postavljenih oko nje.  Četrdesetih godina XIX veka u londonskim novinama objavljena je slika Viktorijine jelke koja je bila ukrašena staklenim kuglicama proizvedenim iz države rođenja njenog supruga Alberta od Saks-Koburg i Gota. To je bila prekretnica u evropskoj popularizaciji lauških staklenih kuglica, nakon čega je počeo njihov masovni izvoz širom Evrope.
Osamdesetih godina XX veka Amerikanac Frenk Vinfild Vulvort je otkrio lauške ukrase tokom posete Nemačkoj. Ubrzo nakon toga, počeo je njihov uvoz u Sjedinjene Američke Države. Ukrasi su vrlo brzo prihvaćeni i Frenk je stekao veliko bogatstvo zahvaljujući ovom poslovnom poduhvatu.

### Masovna proizvodnja u SAD
Vanevropska prodaja ukrasa od stakla započeta je 1870. godine, kada je Vilijam De Mut otvorio prodavnicu u Njujorku. Ubrzo su i drugi krenuli Vilijamovim stopama i do kraja XIX veka postojalo je nekoliko velikih prodavaca u Sjedinjenim Američkim Državama. Do 1910. godine, Vulvort kompanija je otvorila preko 1.000 prodavnica božićne dekoracije širom Amerike. Ubrzo su se pojavili i novi dobavljači i na tržištu su plasirani drezdenski ukrasi od fiberglasa koji su naručito bili popularni u domaćinstvima sa malom decom.
Do XX veka, Vulvortove prodavnice su uvezle 200.000 ukrasa i na njima dostigle prihod od 25 miliona dolara. Od 2009. godine, industrija božićnih ukrasa zauzima drugo mesto u kategoriji sezonskih prodaja.
Tokom 1970. i 1971. godine, mnoge kompanije specijalizovane za prodaju predmeta od srebra (kao što su Gorham, Wallace, Towle, Lunt and Reed & Barton), započele su proizvodnju srebrnih ukrasa za jelku.
Godine 1973. čuvena kompanija Helmerk Kards (Hallmark Cards) započela je proizvodnju božićnih ukrasa Prva kolekciju činilo je 18 ukrasa a među njima bilo je šest staklenih kuglica. Do 1998. godine 11 miliona američkih domaćinstava imalo je Helmerkove ukrase, a 250.000 ljudi bilo je član kolekcionarskog kluba Hallmark Keepsake Ornament. Koliko su ovi ukrasi bili simbol prestiža govori podatak da je u SAD postojalo čak 400 lokalnih kolekcionarskih klubova. Jednu od najvećih kolekcija imala je Klada Džonson Skrogins, koja je bila pasionirani kolekcionar i autor mnogobrojnih tekstova posvećenih božićnim ukrasima.
Godine 1996. industrija ukrasa ostvarila je 2,4 milijarde dolara prihoda, što je porast od 25% u odnosu na godinu dana ranije. Industrijski stručnjaci procenili su da je više od 22 miliona američkih domaćinstava napravilo kolekcije božićnih ukrase, a da je 75% tih domaćinstava sakupilo ukrase kompanije Helmerk.

### Posleratni period
Posle Drugog svetskog rata, vlada Istočne Nemačke pretvorila je većinu Lauških fabrika za duvanje stakla u državna preduzeća, a proizvodnja ukrasa za jelku u ovom nemačkom gradu je prestala. Nakon pada Berlinskog zida, većina firmi je ponovo osnovana u svojstvu privatnih kompanija. U 2009. godini još uvek je postojao oko 20 malih firmi za duvanje stakla koje rade u Lauši i proizvode staklene ukrase za jelku. Jedan od proizvođača je Krebs Glas Lauscha, deo porodice Krebs koji je danas jedan od najvećih svetskih proizvođača staklenih ukrasa.

## Moderni ukrasi
Iako je proizvodnja ukrasa za jelku doživela veliku ekspanziju u pogledu raznovrstnosti materijala od kog su ukrasi napravljeni, stakleni ukrasi su i dalje vrlo traženi i cenjeni proizvod. Njihova cena je uglavnom veća od cene plastičnih ukrasa i često imaju kolekcionarsku vrednost pa se zbog toga nasleđuje s generacije na generaciju. Danas se stakleni ukrasi prave širom sveta a jedan od glavnih snadbevača sofisticiranih ukrasa je Poljska. Svake godine, poljske firme proizvode preko milion ukrasa. Pored Poljske, značajni proizvođači ukrasa za jelku dolaze iz meksičkog grada Tlalpuhava de Rajon i izvoze u Španiju, Novi Zeland i Francusku. Izrađuju se i u Čignavapanu, Puebla, u Meksiku.

## Vrste
- Ukrasi za jelku
- Ukras za jelku u obliku kuglice
- Plavi ornament
- Sneg za božićnu jelku
- Ukras u obliku Sneška Belića
- Crveni i zlatni ukrasi u obliku kuglica
- Božićna dekoraciju u obliku anđela
- Ručno izrađen ukras za jelku
- Božićni medvedić
- Giftbearer
- Ukrasi napravljeni heklanjem
- Deda mraz i medvedić
- Dekorisano božićno drvo
- Božićna sova
- Veliki ukras za jelku od ručno duvanog stakla i ručno oslikano
- Ukrasi u kutijama za odlaganje
- Ukras proizveden u Poljskoj

## Spoljašnje veze
- Медији везани за чланак Ukrasi za jelku на Викимедијиној остави